# Золотой орёл (кинопремия, 2016)
14-я церемония вручения наград премии «Золотой орёл» за заслуги в области российского кинематографа и телевидения за 2015 год состоялась 29 января 2016 года в первом павильоне киноконцерна «Мосфильм». Номинанты в двадцати категориях были объявлены 28 декабря 2015 года.

## Список лауреатов и номинантов
• Победители выделены отдельным цветом. 
| Категории                                      | Лауреаты и номинанты |
| ---------------------------------------------- | --- |
| Лучший игровой фильм                           | • Про Любовь (продюсер и режиссёр: Анна Меликян) |
| Лучший игровой фильм                           | • Батальонъ (продюсеры: Игорь Угольников, Фёдор Бондарчук, Дмитрий Рудовский; режиссёр: Дмитрий Месхиев мл.)                                              |
| Лучший игровой фильм                           | • Битва за Севастополь (продюсеры: Наталья Мокрицкая, Егор Олесов; режиссёр: Сергей Мокрицкий)                                                            |
| Лучший игровой фильм                           | • Конец прекрасной эпохи (продюсеры: Станислав Говорухин, Екатерина Маскина; режиссёр: Станислав Говорухин)                                               |
| Лучший игровой фильм                           | • Милый Ханс, дорогой Пётр (продюсеры: Александр Миндадзе, Лиза Антонова, Леонид Блаватник, Хайно Деккерт, Валерий Харьков; режиссёр: Александр Миндадзе) |
| Лучший телефильм или мини-сериал (до 10 серий) | • Палач (режиссёр: Вячеслав Никифоров; продюсеры: Константин Эрнст, Денис Евстигнеев)                                                                     |
| Лучший телефильм или мини-сериал (до 10 серий) | • Уходящая натура (режиссёр: Дмитрий Иосифов; продюсер: Анатолий Максимов)                                                                                |
| Лучший телефильм или мини-сериал (до 10 серий) | • Чудотворец (режиссёр: Дмитрий Константинов; продюсер: Рубен Дишдишян)                                                                                   |
| Лучший телевизионный сериал (более 10 серий)   | • Екатерина (режиссёры: Александр Баранов, Рамиль Сабитов; продюсеры: Александр Акопов, Екатерина Ефанова, Наталья Шнейдерова)                            |
| Лучший телевизионный сериал (более 10 серий)   | • Однажды в Ростове (режиссёр: Константин Худяков; продюсер: Сергей Жигунов)                                                                              |
| Лучший телевизионный сериал (более 10 серий)   | • Орлова и Александров (режиссёр: Виталий Москаленко; продюсеры: Анатолий Чижиков, Сергей Куликов, Наталья Чижикова)                                      |
| Лучший телевизионный сериал (более 10 серий)   | • Родина (режиссёр: Павел Лунгин; продюсеры: Тимур Вайнштейн, Павел Лунгин)                                                                               |
| Лучший неигровой фильм                         | • Варлам Шаламов. Опыт юноши (режиссёр: Павел Печёнкин)                                                                                                   |
| Лучший неигровой фильм                         | • Лев Толстой и Дзига Вертов: Двойной портрет в интерьере эпохи (режиссёры: Анна Евтушенко, Галина Евтушенко)                                             |
| Лучший неигровой фильм                         | • Не стреляйте в оператора! (режиссёр: Валерий Тимощенко)                                                                                                 |
| Лучший анимационный фильм                      | • Три богатыря. Ход конём (режиссёр: Константин Феоктистов)                                                                                               |
| Лучший анимационный фильм                      | • Звёздочка (режиссёр: Светлана Андрианова) |
| Лучший анимационный фильм                      | • Необыкновенное путешествие Серафимы (режиссёр: Сергей Антонов)                                                                                          |
| Лучшая режиссёрская работа                     | • Станислав Говорухин — «Конец прекрасной эпохи» |
| Лучшая режиссёрская работа                     | • Сергей Мокрицкий — «Битва за Севастополь» |
| Лучшая режиссёрская работа                     | • Александр Миндадзе — «Милый Ханс, дорогой Пётр» |
| Лучший сценарий                                | • Александр Миндадзе — «Милый Ханс, дорогой Пётр» |
| Лучший сценарий                                | • Юрий Арабов — «Клетка» |
| Лучший сценарий                                | • Андрей Золотарев, Олег Маловичко — «Призрак» |
| Лучшая мужская роль в кино                     | • Фёдор Бондарчук — «Призрак» |
| Лучшая мужская роль в кино                     | • Евгений Цыганов — «Битва за Севастополь» |
| Лучшая мужская роль в кино                     | • Иван Колесников — «Конец прекрасной эпохи» |
| Лучшая женская роль в кино                     | • Юлия Пересильд — «Битва за Севастополь» (за роль Людмилы Павличенко)                                                                                    |
| Лучшая женская роль в кино                     | • Мария Аронова — «Батальонъ» (за роль Марии Бочкарёвой)                                                                                                  |
| Лучшая женская роль в кино                     | • Рената Литвинова — «Про Любовь» |
| Лучшая мужская роль второго плана              | • Дмитрий Астрахан — «Конец прекрасной эпохи» |
| Лучшая мужская роль второго плана              | • Ян Цапник — «Призрак» |
| Лучшая мужская роль второго плана              | • Евгений Цыганов — «Про Любовь» |
| Лучшая женская роль второго плана              | • Мария Кожевникова — «Батальонъ» |
| Лучшая женская роль второго плана              | • Анна Чиповская — «Без границ» |
| Лучшая женская роль второго плана              | • Равшана Куркова — «Про Любовь» |
| Лучшая мужская роль на телевидении             | • Андрей Смоляков — «Палач» |
| Лучшая мужская роль на телевидении             | • Александр Яценко — «Екатерина» (за роль Петра III) |
| Лучшая мужская роль на телевидении             | • Владимир Машков — «Родина» |
| Лучшая женская роль на телевидении             | • Виктория Толстоганова — «Палач» |
| Лучшая женская роль на телевидении             | • Марина Александрова — «Екатерина» (за роль Екатерины II)                                                                                                |
| Лучшая женская роль на телевидении             | • Виктория Исакова — «Родина» |
| Лучшая операторская работа                     | • Юрий Король — «Битва за Севастополь» |
| Лучшая операторская работа                     | • Илья Авербах — «Батальонъ» |
| Лучшая операторская работа                     | • Владислав Опельянц — «Воин» |
| Лучшая работа художника-постановщика           | • Валентин Гидулянов — «Конец прекрасной эпохи» |
| Лучшая работа художника-постановщика           | • Константин Пахотин, Александр Стройло — «Батальонъ» |
| Лучшая работа художника-постановщика           | • Юрий Григорович — «Битва за Севастополь» |
| Лучшая работа художника по костюмам            | • Наталья Монева — «Конец прекрасной эпохи» |
| Лучшая работа художника по костюмам            | • Сергей Стручёв — «Батальонъ» |
| Лучшая работа художника по костюмам            | • Алексей Камышов — «Битва за Севастополь» |
| Лучшая музыка к фильму                         | • Юрий Потеенко — «Батальонъ» |
| Лучшая музыка к фильму                         | • Евгений Гальперин — «Битва за Севастополь» |
| Лучшая музыка к фильму                         | • Артём Васильев — «Воин» |
| Лучший монтаж фильма                           | • Мария Сергеенкова, Алексей Маклаков — «Батальонъ» |
| Лучший монтаж фильма                           | • Дмитрий Головин — «Воин» |
| Лучший монтаж фильма                           | • Александр Андрющенко — «Призрак» |
| Лучшая работа звукорежиссёра                   | • Анатолий Белозёров, Лев Ежов — «Батальонъ» |
| Лучшая работа звукорежиссёра                   | • Кирилл Василенко — «Без границ» |
| Лучшая работа звукорежиссёра                   | • Сергей Большаков, Андрей Бельчиков — «Призрак» |
| Лучший зарубежный фильм в российском прокате   | • Бёрдмэн / Birdman (США) — прокатчик: «Двадцатый Век Фокс СНГ»                                                                                           |
| Лучший зарубежный фильм в российском прокате   | • Теория всего / The Theory of Everything (Великобритания) — прокатчик: «Universal Pictures International»                                                |
| Лучший зарубежный фильм в российском прокате   | • Марсианин / The Martian (США, Великобритания) — прокатчик: «Двадцатый Век Фокс СНГ»                                                                     |

### Специальная награда
- Никита Михалков — за вклад в мировое кино.

## Статистика
Количество наград/номинаций:
Кино:
- 4/9: «Батальонъ»
- 2/8: «Битва за Севастополь»
- 4/6: «Конец прекрасной эпохи»
- 1/5: «Призрак»
- 1/4: «Про Любовь»
- 1/3: «Милый Ханс, дорогой Пётр»
- 0/3: «Воин»
- 0/2: «Без границ»
- 1/1: «Варлам Шаламов. Опыт юноши» / «Три богатыря. Ход конём» / «Бёрдмэн»

Телевидение:
- 3/3: «Палач»
- 1/3: «Екатерина»
- 0/3: «Родина»